# Воздвиженье

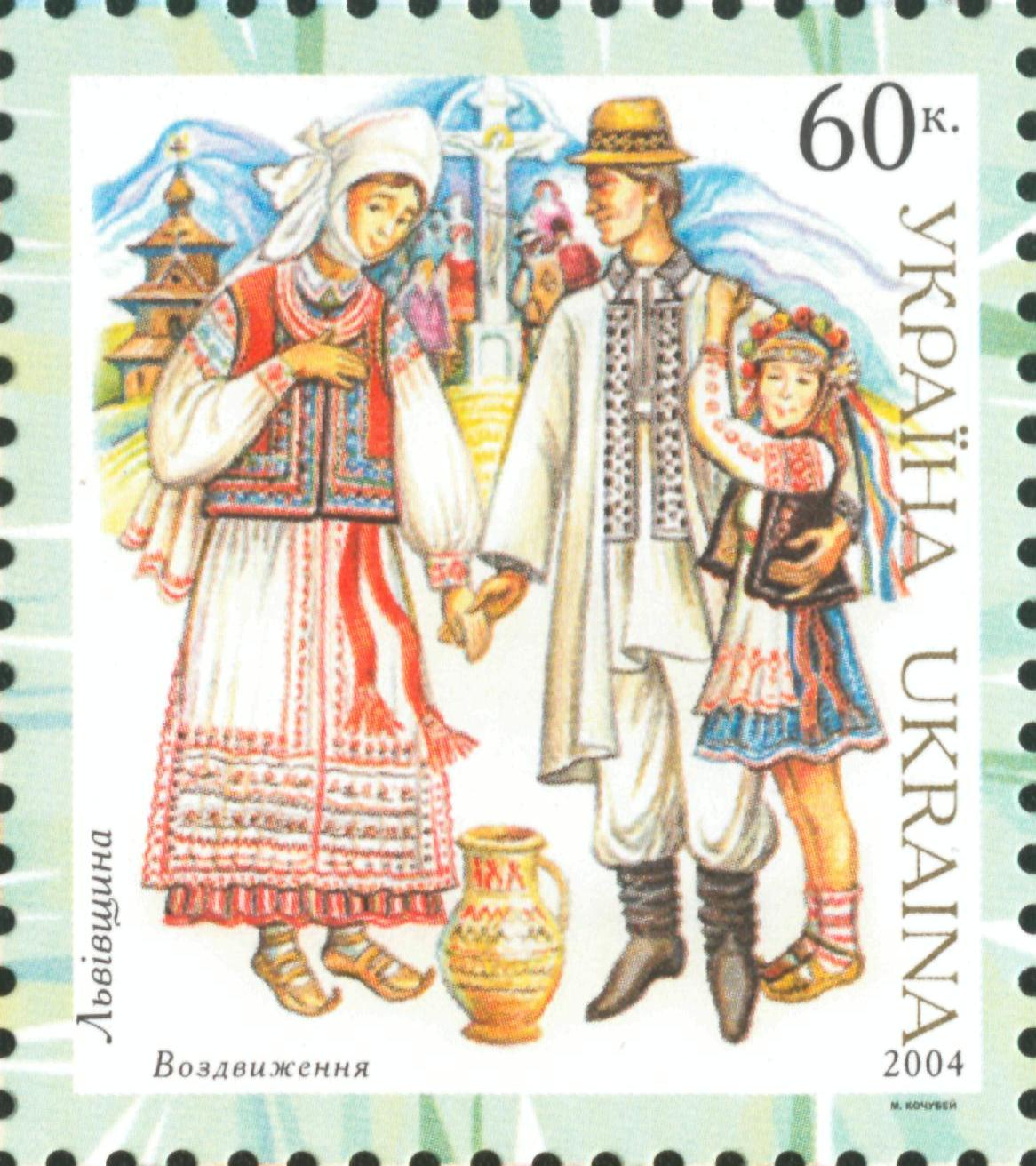
«Воздвиження». Марка Украины

Воздви́женье (Воздви́жение) — день народного календаря славян, приходящийся на 14 (27) сентября, когда православная церковь празднует Воздвижение Честного и Животворящего Креста Господня. Третья и последняя встреча осени, окончание уборки в огороде, начало «праздников капусты».

## Другие названия
рус. Вырий, Ставров день, Третьи осенины, Битва правды и кривды, Вздвиженьев день, Здвиженье, Капустницы, Гажий праздник; укр. Воздвиження; бел. Узвіжанне, Здзвіжанне, Хрыст, Часнэйка; полес. Вздвиженье, Воздюженье, Дви́женье, Зви́женье, Здви́ги, Зюженье, Честный (крест), Честнейко; болг. Кръстовден.
С этого дня начинался период заготовки капусты — капустница (твер., псков.), капустка (ярослав., урал., перм., сибир.), капустки (самар. сибир.) и девичьи посиделки — капустенские вечеринки. Со временем понятие «капустник» закрепилось за самодеятельными театральными представлениями. Они устраиваются в школах, ВУЗах, театрах, на предприятиях, их форму имеют некоторые выступления команд КВН.

## Славянские традиции
«Подвинулся белый свет, уступил сумеркам». Согласно представлениям славян, на Воздвижение происходит битва между «честью» и «нечестью», поднимаются («воздвигаются») одни на другую две силы: правда и кривда, «свято» и «не свято». Но гонит тьму Божий Крест. И в закрома, и в сусеки, и корове в ясли кладут крестьяне кресты, вырезанные из дерева, а то и просто ветки рябины крест-накрест. В старину на дверной притолоке, на воротах амбарных выжигали крестьяне кресты. Чтобы охранить и свой дом, и скотину, и собранный урожай от бед.
Птицы улетают в тёплые края. Славяне верили, что птицы прилетают в «верхний мир», где живут души умерших — в Ирий. «Первой улетает в обетованную страну и последнею возвращается оттуда — кукушка, которая поэтому и зовётся ключницей Вирая».
Во многих краях России от Воздвижения до Благовещения не ходили в лес. Особенно строгим был запрет ходить в лес на Воздвижение, «когда змеи и гады уходят в землю» на зимний сон до первого весеннего грома. На Псковщине говорили: «Гажий праздник — уже в этот день в лес не ходи — гады всех заедя».
«Есть местности, где каждогодно совершаются на этот праздник крестные ходы вокруг сёл-деревень, — что, по народному представлению, ограждает ото всякого лиха на круглый год». 
Ещё в конце XIX века по многим местам в России воздвигали обыденки-часовни (придорожные кресты обетные) да церковки малые в честь праздника, «в благодарность за избавление от зла-напасти, морового поветрия, лихого попущения».
В Болгарии считали, что «летнее солнце» появляется на Благовещение, а «зимнее» на Воздвиженье. А в Полесье говорили, что утром на Воздвиженье, как и на Рождество можно увидеть «игру солнца».

## Легенда
А. Н. Афанасьевым приводится словацкий рассказ о Воздвиженье.
«Однажды — это было осенью, в то самое время, когда змеи уходят спать в землю — лежал в поле овчар и смотрел на ближнюю гору. Он увидел чудо: множество змей ползло со всех сторон к каменной горе; приближаясь к ней, каждая змея брала на язык травку, которая тут же росла, и прикасалась ею к твердой скале; скала открывалась, и змеи одна за другою исчезали в её вертепах. «Надо посмотреть, что это за трава и куда ползут змеи!» — подумал овчар; трава была ему неведомая. Как только он сорвал её и дотронулся до скалы – она тотчас же раскрылась перед ним. (Очевидно, здесь идет речь о чудесной разрыв-траве, т. е. о молнии, разверзающей облачные горы; овчар же — не кто иной, как сам Перун, пастырь небесных стад — облаков-барашков.) Он вошёл в отверстие и очутился в пещере, стены которой блистали серебром и золотом. Посреди пещеры стоял золотой стол, а на нём лежала огромная, старая змея. Вокруг стола лежали другие змеи. Все они спали так крепко, что ни одна не пошевелилась, когда вошёл овчар. Долго осматривал он пещеру; наконец, опомнившись, хотел отправиться назад, но это нелегко было сделать; скала в ту же минуту сомкнулась за ним, как только он вступил в её недра. Овчар не знал, как и где найти ему выход, и сказал сам себе: «если нельзя отсюда выйти, так стану я спать!» Лёг наземь и уснул. Сильный шум и шипение разбудили его; раскрывши глаза, он увидел множество змей, которые лизали золотой стол и спрашивали: «не пора ли?» Старая змея медленно подняла голову и отвечала: «пора!» Потом вытянулась от головы до хвоста, как гибкий прут, спустилась со стола на землю и направилась к выходу пещеры; все змеи поползли за нею. Старая змея прикоснулась к каменной стене — и скала немедленно отомкнулась; вышли змеи, вышел за ними и пастух, но каково было его удивление! Вместо осени уже была весна, природа одевалась в новую зелень, и жаворонки оглашали воздух сладкозвучными песнями».

## Поговорки и приметы
- Воздвиженье осень навстречу зиме двигает[21].
- В этот день — «последний воз с поля движется, на гумно торопится»[1].
- На Воздвиженье солнце, когда всходит — гуляет, прыгает, движется (бел. На Узвіжанне сонца, калі ўсходзіць — гуляе, прыгае, дзвіжацца)[22].
- На Здвиженье — батюшка в церкви здвигается (бел. На Здзвіжання — бацюшка ў цэркві здзвігаіцца)[7].
- Ключи от лета — у сизой галочки, и она, отлетая в тёплые края, замыкает его и забирает с собой ключи (бел. Ключы ад лета — у шызай галачкі, і яна, адлятаючы ў цёплыя краі, замыкае яго і забірае з сабою ключы)[22].
- В Вздвиженьев день медведь залегает в берлогу[23]